# قبطان نيمو
القبطان نيمو أو الكابتن نيمو (بالفرنسية: Capitaine Nemo)‏، وتعني "لا أحد"، ويعرف أيضا باسم أمير دكار. وهي شخصية خيالية ابتكرها الفرنسي مؤلف الخيال العلمي جول فيرن (1828-1905). وقد ظهرت هذه الشخصية في روايتين من روايات فيرن، عشرون ألف فرسخ تحت الماء (1870) والجزيرة الغامضة (1874).
يعتبر نيمو بطل مخالف للعرف في الخيال، فهو شخصية غامضة.، ابن لمهراجا هندي، عالم عبقري يطوف في أعماق البحر في غواصته (نوتيلوس)، التي بنيت بقطع من جميع أنحاء العالم. نيمو يحاول إبراز العنف الذي تسيطر عليه الثقة، ولكن يقوده التعطش للانتقام. وتتركز كراهيته للإمبريالية التي تتسم فيها الإمبراطورية البريطانية. ويعاني من الندم على مقتل أفراد طاقمه وحتى وفاة بحارة العدو.